# Český myslivecký svaz
Český myslivecký svaz (ČMS) vznikl na základě ústavního zákona o československé federaci rozdělením Československého mysliveckého svazu do dvou federativních svazů: Českého mysliveckého svazu (Česká socialistická republika) a Slovenského poľovníckeho zväzu (Slovenská socialistická republika), jejichž společným koordinačním a poradním orgánem byl 25. června 1970 ustaven „Federální výbor mysliveckých svazů v ČSSR” (FV MS). Ustavující sjezd Českého mysliveckého svazu se konal v Praze 12. září 1969. ČMS byl socialistickou dobrovolnou společenskou organizací, která jako jediná na území ČSR sdružovala československé občany, vykonávající právo myslivosti. Při posledním sjezdu 12. září 1992 organizace zanikla a byla obnovena tradice demokratické myslivecké organizace pod názvem Českomoravská myslivecká jednota.

## Historie
Na IV. mimořádném sjezdu Československé myslivecké jednoty (28. a 29. ledna 1961) v Praze bylo přijato rozhodnutí o vytvoření jednotné celostátní myslivecké organizace Československý myslivecký svaz, sjezd schválil nové stanovy a novou organizační struktura ČSMJ (základní jednoty, okresní a krajské). Po vydání zákona č. 23/1962 Sb., o myslivosti, došlo k oddělení práva myslivosti od vlastnictví půdy. První sjezd Československého mysliveckého svazu se uskutečnil ve dnech 29.–30. května 1964.
Zákon o myslivosti č. 23/1962 upravoval oblast myslivosti až do nabytí účinnosti nového zákona o myslivosti v roce 2002. Po politických socializačních změnách v 50. letech, pro které postačoval zákon z roku 1947, se ÚV KSČ rozhodlo nahradit zákon novou socialistickou doktrínou, která by zahrnovala i zemědělství. Již úvodní ustanovení nového zákona charakterizovalo myslivost jako odvětví zemědělské a lesní výroby zajišťující podle potřeb socialistické společnosti v souladu se státním plánem rozvoje národního hospodářství řádný chov, zušlechťování, ochranu a lov zvěře, jakož i hospodářské zužitkování ulovené zvěře. Zákon z roku 1962 se odlišoval především tím, že právo myslivosti oddělil od vlastnictví půdy.

### Držení a nošení loveckých zbraní (1948–1990)
Zákon č. 162/1949 Sb., o zbraních a střelivu, nabyl účinnosti dnem 1. února 1950. Držet střelnou zbraň nebo střelivo mohl jen ten, kdo k tomu obdržel od okresního národního výboru povolení (zbrojní list), nosit jakoukoliv zbraň nebo střelivo směl pouze ten, komu k tomu bylo okresním národním výborem vydáno povolení (zbrojní pas), přičemž musela být splněna podmínka, že u osoby nebyla obava ze zneužití a musela taktéž prokázat potřebu zbraň nosit. Okresní národní výbor mohl určité osobě držení těchto zbraní zakázat.
Držení a nošení brokových zbraní upravovala vyhláška ministerstev zemědělství a vnitra č. 7/1955 Ú.l., o loveckých zbraních. Držení a nošení kulových zbraní pak upravovala vyhláška ministerstva vnitra č. 124/1961 Sb., o střelných zbraních a střelivu, která povolovací řízení převedla na oddělení Veřejné bezpečnosti, ta také zavedla tzv. hromadné povolení.
§ 2
Oprávnění k nošení a držení lovecké zbraně a střeliva
(1) Nosit loveckou zbraň nebo střelivo smí jen ten, kdo má lovecký lístek nebo osvědčení o schválení ustanovení přísežného hajného k ochraně myslivosti a jeho vzetí do přísahy (dále jen "osvědčení přísežného hajného") a v nich zemědělským odborem rady okresního národního výboru zapsanou loveckou zbraň s uvedením výrobce, čísla a ráže zbraně.
(2) Oprávnění nosit loveckou zbraň nebo střelivo zahrnuje také oprávnění držet loveckou zbraň nebo střelivo.
(3) K držení lovecké zbraně nebo střeliva je třeba povolení k držení lovecké zbraně (dále jen "povolení); povolení vydává zemědělský odbor rady okresního národního výboru na tiskopise, jehož vzor stanoví ministerstvo zemědělství. Povolení nepotřebují podniky oprávněné lovecké zbraně a střelivo vyrábět, opravovat nebo prodávat.
Vyhláška č. 7/1955 o loveckých zbraních
Ke konci června roku 1962 byla nařízením ministerstva vnitra vydána tajná směrnice č. 34/1962, která podávala oddělením Veřejné bezpečnosti přesné instrukce k jejich povolovacímu řízení střelných zbraní (potažmo loveckých zbraní). Povolení pro držení a nošení loveckých kulových zbraní bylo zcela v kompetenci náčelníka VB (popřípadě zástupce náčelníka VB) a ten se řídil článkem 5 směrnice. Kulové zbraně mohly „držet a nosit jen prověřené a spolehlivé osoby oddané socialistickému zřízení”. Zbrojní průkaz mohl opravňovat buď jen k držení zbraně, nebo i k jejímu nošení. U loveckých zbraní se zapisovalo povolení držet a nosit zbraň (zbraně) do loveckého lístku.
Zákon č. 147/1983 Sb., o zbraních a střelivu a související předpisy reagoval na změny v zájmových organizacích (Svazarm) a stanovil, že některé zbraně slouží obecně prospěšné zájmové činnosti a potřebám našich občanů, jako je například výkon práva myslivosti či sportovní střelba. Držet a nosit kulovou zbraň mohl ten, komu bylo vydáno okresní správou Sboru národní bezpečnosti povolení k držení a nošení kulové zbraně. Zbrojní průkaz mohl být vydán osobě starší 18 let, občansky bezúhonné, fyzicky, duševně a odborně způsobilé k používání kulové zbraně, pokud tato osoba skýtala záruku, že zbraně nebude zneužito, a nebránil-li tomu veřejný zájem. Okresní správa SNB mohla zbrojní průkaz odejmout, jestliže nastala změna některé z těchto podmínek. Zákon umožňoval taktéž tzv. hromadné povolení pro kulové (a dále pro lovecké brokové) zbraně. K držení a nošení loveckých brokových zbraní (v nichž se používá brokových nábojů nebo kulových nábojů pro brokové zbraně) opravňoval lovecký lístek vydaný podle zákona č. 23/1962 Sb., o myslivosti. Organizacím bylo možné udělit hromadné povolení (např. k zabezpečení jejich činnosti, k výuce na lesnických školách, výcviku apod.)

### Poplatkové odstřely a hony
Od roku 1952 byl národní podnik zahraničního obchodu Čedok pověřen zcela novým úkolem realizace výzkumu v oblasti „zpřístupnění a hospodářského využívání přírodních hodnot a jiných zajímavostí cestovního ruchu”, dále obstaráváním „úkolů státního pohostinství pro zahraniční návštěvy republiky”. Právě s posledním úkolem souvisely služby Čedoku, který ve státních honitbách zprostředkovával pro zahraniční hosty (členy diplomatického sboru, jejich přátele a ostatní zahraniční hosty) i domácí lovecké hosty poplatkové odstřely a hony na zvěř všeho druhu.
Přes zákonem č. 23/1962 Sb. proklamovanou lidovost myslivosti si socialistický stát z „obecného zájmu“ v některých honitbách vyhrazoval výkon práva myslivosti pro sebe. Týkalo se to všech obor a vybraných honiteb spravovaných státními socialistickými organizacemi lesního hospodářství nebo státními statky. Posláním vyhrazených honiteb měl být hlavně prodej poplatkových lovů zvěře za devizy a reprezentace státu. Převážně šlo o velmi dobře vedené a bohatě zazvěřené honitby. Obecný zájem však představovaly hlavně lovecké akce, pořádané pro tuzemské lovce z řad vládních činitelů, stranických funkcionářů a jiných prominentů, včetně jejich přátel. Náklady na tyto lovecké akce nebyly zanedbatelné. K provozním výdajům se připočítávaly i náklady spojené s bohatými „posledními lečemi“, zdarma vydávanými náboji a zvěřinou, obvykle v libovolném množství. Státní socialistické organizace, které vyhrazené honitby spravovaly, dostávaly na jejich myslivecký provoz dotace ze státního rozpočtu.
Stanislav Mottl: Právo myslivosti včera, dnes a zítra, 21.4.2013
V letech 1948–1989 tvořili v Lánské oboře převážnou část loveckých návštěv hosté ze Sovětského svazu (například L. I. Brežněv, N. S. Chruščov, R. J. Malinovskij), z Jugoslávie (J. B. Tito), z NDR (E. Honecker), z Maďarské a Bulharské lidové republiky, velvyslanci Mongolska, Argentiny, Indonésie, Číny, KLDR, Kuby, Ghany, Mali, Libanonu, Tuniska, Turecka, Indie, Švýcarska, Francie, Itálie, Kanady, Nizozemí, Sýrie, Polska atd. V roce 1968 do Lán začínají jezdit první hosté (zejména ze SRN a Francie) za účelem poplatkových lovů. V šedesátých letech byla uprostřed Lánské obory postavena pro prezidenta Antonína Novotného lovecká chata „V Luhu”. V roce 1978 v Lánech lovil libyjský plukovník M. Kaddáfí. Lovy měly formu individuálních doprovodů na vybranou spárkatou zvěř, diplomatické návštěvy a představitelé vlády se účastnili honů na drobnou zvěř v „bažantnici Amálie”.
Představitel Libye pan Kadáfí se zúčastnil lovecké akce a ulovil čtyři kusy, z toho jednoho muflona 200 bodů CIC. Slavnostní výřad se konal u lovecké chaty v Lánském luhu a byl zakončen pro nás neobvyklým způsobem. Během slavnostního ceremoniálu členové libyjského doprovodu prováděli rušení (stahování) zvěře. Část zvěřiny vykostili a s mysliveckým právem (srdce, plíce, játra, ledviny, slezina a lízák) pokládali na ohně k opékání. Toto pak sami porcovali a předkládali nejvyšším představitelům jako hlavní jídlo večera. K slavnostnímu přípitku byla podávána voda s ledem a džus.
Lánská obora jako místo významných lovů a politických setkání, 2014

### Interlov Praha
V letech 1961–65 se myslivost řídila ročními plány (např. rozpis dodávky zvěřiny a odchyt živé zvěře). V roce 1966 ÚV KSČ na 13. sjezdu strany rozhodl o změně stanov ČSMS, které vycházely ze zásad, že základními organizacemi ČSMS budou myslivecká sdružení (základní organizace s honitbou). Dosavadní základní organizace (jednoty) a krajské výbory byly zrušeny, ponechané okresní výbory nadále řídil ústřední výbor ČSMS. Okresní výbory pak řídily myslivecká sdružení jako základní organizace, a to i po výrobní stránce.
Navýšení počtu členů mysliveckých sdružení bylo dosaženo snížením stanovené výměry na jednoho člena, u polní honitby ze 40–50 ha na 30–50 ha, ze 70–100 ha na 50–100 ha u lesní honitby. Přičemž ČSMS měl i nadále organizovat a zajišťovat odchyt zvěře, její vývoz do zahraničí, nákup zvěře, komorování a odbyt zvěře v tuzemsku. Členové mysliveckých sdružení se podle nových stanov měli určitým procentem podílet na čistém zisku mysliveckého sdružení. Byl zrušen direktivní rozpis dodávek zvěřiny a od 1. ledna 1967 mohla myslivecká sdružení a ostatní uživatelé honiteb prodávat veškerou zvěřinu volně. Po navýšení cen za zvěřinu tak byly od 1. 1. 1967 zavedeny volné ceny, upraveny nákupní a prodejní ceny živé zvěře tak, aby myslivecká sdružení byla na zajišťování odbytu zvěře hmotně zainteresována.
Dosavadní závod „Odchyt zvěře Čs. mysliveckého svazu” (se středisky pro komorování zvěře: Praha-Spořilov, Bášť u Prahy, Hradec Králové, Tři Sekery u Chebu, Přerov, Napajedla a Židlochovice) byl v roce 1969 přeměněn na „Interlov”, hospodářské zařízení ČSMS. Interlov zajišťoval odchyt zvěře, její výkup, komorování i odchyt, umělý chov zvěře, doplňkovou zemědělskou výrobu, výrobu asfaltových terčů, poplatkové lovy pro zahraniční lovce, výkup zvěřiny, její odbyt a export (hlavně do Itálie, Francie, Švýcarska, NSR, Belgie a USA), preparaci úlovků, výrobu suvenýrů s mysliveckými motivy, jejich odbyt a poskytování služeb myslivcům.
Interlov jako zařízení Českého mysliveckého svazu vyvezl za rok 1972 do zahraničí 10 živých výrů, 13 loveckých psů, 33 kusů zvěře srnčí, 4 900 koroptví, 47 000 bažantů. Místo smluvních 32 000 zajíců bylo vyvezeno do konce roku 1972 45 000 zajíců. Zásluhu na vysokém překročení vývozu živých zajíců mají pochopitelně myslivecká sdružení a myslivci, kteří odchyt organizují a taktéž zaměstnanci Interlovu, kteří zvěř komorují a expedují na vývoz. Tento odlov je velmi významným přínosem, jak pro státní pokladnu, tak i pro naše myslivecká sdružení...
Lesnictví, ÚVTI, 1973, s. 221
Pracovalo se především na stavbě odchovny bažantů v parku u zámku, zbytek na vypouštěcích voliérách, v akci Z v JZD při sklizni sena. Předseda sdružení M. Vávra a předseda revizní komise s. Nekvapil brigádnické hodiny kontrolovali. Lovecká sezóna začala odchytem zajíců, který nedopadl nejlépe. Z plánovaného množství 50 kusů bylo odchyceno a předáno Interlovu jen 16 zajíců, což představuje 32%. Odchyt bažantů s plánovanými 100 ks se nekonal.
Kronika obce Dolní Černůtky 1982

## Český myslivecký svaz
- 7.–8. prosince 1973 II. sjezd Českého mysliveckého svazu v Praze
- 20.–21. října 1978 III. sjezd Českého mysliveckého svazu v Praze
- 26.–27. srpna 1983 IV. sjezd Českého mysliveckého svazu v Praze
- 19.–20. srpna 1988 V. sjezd Českého mysliveckého svazu v Praze
- 31. března 1990 VI. mimořádný sjezd Českého mysliveckého svazu v Praze
- 12. září 1992 VII. sjezd Českého mysliveckého svazu

## Předsedové

### Československý myslivecký svaz
- 1961–1963, 1963–1966: Josef Skála
- 1966–1969, 1969–1970: Vítězslav Zásměta

### Předseda Ústředního výboru ČMS
- 1973–1978, 1978–1983, 1983–1988, 1988 – listopad 1989: Rudolf Jindrák starší, nar. 28. 2. 1934, člen ÚV KSČ, od r. 1959 předseda JZD Rudá hvězda Modletice, r. 1978 Řád práce[14][15][16]
- 1989–1990, 1990–1992, 1992–1995: prof. Ing. Josef Hromas , CSc. (24. ledna 1935 Malá Chuchle – 12. června 2012 Brno), vysokoškolský profesor na Lesnické a dřevařské fakultě Mendelovy univerzity v Brně, autor vědeckých prací a učebnic myslivosti, místopředseda Mezinárodní rady pro myslivost a ochranu zvěře v letech 1991–1993